# Munnozia
Munnozia là một chi thực vật có hoa trong họ Cúc (Asteraceae).

## Loài
Chi Munnozia gồm các loài: